# Max Ingberg
Max Ingberg (* 8. November 1904 in Warschau; † 24. März 1983 in Minden) war ein deutscher Politiker der SPD, Widerstandskämpfer im Dritten Reich und Vorsitzender der jüdischen Gemeinde in Minden.

## Biografie
Max Ingberg wurde im November 1904 als sechstes von sieben Kindern einer jüdisch-chassidischen Familie im polnischen Warschau geboren. Er besuchte den Cheder und kam im Alter von neun Jahren mit seiner Familie nach Minden in Westfalen. Sein Vater war in Minden als Kaufmann tätig und betrieb ein Geschäft für Schuhe und Konfektion. Max Ingberg absolvierte nach dem Besuch der Mittelschule im Geschäft seines Vaters eine Lehre zum Kaufmann. Mit 21 Jahren machte Ingberg sich selbständig und handelte mit Kurz- und Textilwaren auf Messen und Märkten.
Ingberg hatte sich bereits im Alter von 14 Jahren der Sozialistischen Arbeiterjugend angeschlossen und war seit 1924 Mitglied der SPD im Ortsverein Minden. Er gehörte außerdem dem Reichsbanner an und war bis Ende Januar 1933 dessen Jugendführer im Kreis Minden.
Nach der „Machtergreifung“ der Nationalsozialisten wurde Ingberg die Ausübung seines Berufs verboten, er durfte nicht mehr an Messen und Märkten teilnehmen. Im Februar 1933 wurde er in Minden auf offener Straße durch Mitglieder der SA verhaftet. Er wurde daraufhin in Gefängnissen in Herford und Minden in sogenannter Schutzhaft gehalten. Während seiner Haft solidarisierten sich inhaftierte Sozialdemokraten im Mai 1933 mit ihren kommunistischen Mithäftlingen. Nachdem Kommunisten die neu gepflanzte sogenannte „Hitler-Eiche“ in Lerbeck nach den Maifeierlichkeiten 1933 gefällt hatten, wurden die einsitzenden Kommunisten im Herforder Gefängnis mit Essensentzug bestraft. Die inhaftierten Sozialdemokraten, unter ihnen auch Max Ingberg, reagierten darauf mit einem Hungerstreik. Nachdem er im August 1933 aus dem Polizeigefängnis in Minden entlassen worden war, floh Ingberg vor den Nazis nach Belgien. 
Im belgischen Exil stieg Ingberg schnell zu einer der führenden Personen der Sopade auf und bildete bis zum deutschen Angriff auf Belgien zusammen mit dem Reichstagsabgeordneten Gustav Ferl und Walter Tham deren Vorstand in der belgischen Hauptstadt Brüssel. Er war wahrscheinlich, wie auch Gustav Ferl, ein Grenzsekretär der Sopade, da er bereits kurze Zeit nach seiner Emigration die in der Region Minden verbliebenen Sozialdemokraten mit Flugblättern und Informationen versorgte, dies war eine typische Aufgabe der Grenzsekretariate der Sopade. Nach dem Überfall Deutschlands auf Belgien am 10. Mai 1940 stellten die Sozialdemokraten in Belgien ihre offizielle Arbeit ein und flohen ins Ausland oder gingen in den Untergrund und beteiligten sich am Widerstand. Max Ingberg wählte für sich den Weg in den Widerstand in Belgien und tauchte als Werkschutzleiter unter dem Namen „Pierre van Grimberg“ mit einem gefälschten Pass unter. Dieser Pass rettete ihn im Jahr 1942 vor der Verhaftung.
Während der Zeit im Untergrund war Ingberg Mitglied der illegalen belgischen Sozialistenpartei.
Max Ingbergs Vater Hirsch Ingberg verstarb, nachdem er und seine Familie 1938 in der „Polenaktion“ abgeschoben worden waren, in Polen. Die genauen Umstände seines Todes sind ungeklärt, wahrscheinlich wurde er im Ghetto oder in Otwock ermordet. Max Ingbergs Stiefmutter Soscha (* 1886) und zweite Ehefrau von Hirsch Ingberg und die drei Halbgeschwister von Max Ingberg, Moritz (* 1921), David (* 1926) und Erika (* 1928) kamen entweder im Warschauer Ghetto ums Leben oder wurden im Konzentrationslager Auschwitz ermordet. Die Friedenswoche Minden widmete den ermordeten Mitgliedern der Familie Ingberg die ersten Stolpersteine in Minden. Die älteren Kinder von Hirsch Ingberg, unter ihnen auch Max, konnten sich der Ermordung durch die Nationalsozialisten durch Flucht ins Ausland (USA, Brasilien und Belgien) entziehen. Nachdem Belgien im September 1944 von deutschen Truppen geräumt worden war, betätigten sich die in Belgien verbliebenen Sozialdemokraten wieder als offizielle Vertreter ihrer Partei. Zunächst übernahm der spätere Ministerpräsident von Nordrhein-Westfalen Heinz Kühn die Führungsrolle und später Walter Tham. Nachdem Tham zum Parteisekretär der SPD in Braunschweig berufen worden war, übernahm Max Ingberg nach eigener Auskunft die offizielle Vertretung der SPD in Belgien. Im Jahr 1951 kehrte Max Ingberg nach Minden zurück und eröffnete in der Simeonstraße ein Schuhgeschäft; dort war vor dem Krieg auch das Geschäft seines Vaters ansässig gewesen. 
Max Ingberg stieg in der Mindener SPD schnell zu einer der führenden Persönlichkeiten auf; seine Geschäftsräume an der Simeonstraße entwickelten sich zu einer wichtigen Anlaufstelle für die Mindener Sozialdemokraten und in dessen Hinterzimmern wurde fortan die Entwicklung der Stadt und der SPD maßgeblich beeinflusst. Dies bestätigt auch der damalige NRW-Korrespondent der Süddeutschen Zeitung, Gerd Kröncke, im Jahr 1982 in einem Porträt über Max Ingberg, in dem er die Gespräche über die Nachfolge von Friedrich Schonhofen als Bundestagsabgeordneter und die Wahl Lothar Ibrüggers als dessen Nachfolger erwähnt. Lange Jahre war Ingberg Kassierer des SPD-Ortsvereins Minden und später dessen Ehrenvorsitzender und „graue Eminenz“, neben den Ämtern auf Ortsvereinsebene war er auch Mitglied des Unterbezirksvorstandes der SPD in Minden-Lübbecke. Im Haus von Max Ingberg war auch der Mindener Bürgermeister und Landtagsabgeordnete Werner Pohle offiziell gemeldet, der eigentlich mit seiner Familie in Vlotho wohnte. Zusammen mit dem Ortsvereinsvorsitzenden Wilhelm Ohlemeyer und Mindens Bürgermeister Werner Pohle bildete Ingberg in den 1950er und 1960er Jahren das Führungstrio der SPD in Minden; starken Einfluss nahm Ingberg auch auf den späteren Bürgermeister Hans-Jürgen Rathert. Ende der 1950er Jahre musste sich Ingberg vor Gericht verantworten. Ihm wurde im Zuge eines schweren Konflikts innerhalb der Mindener SPD, an dem er eigentlich nicht direkt beteiligt war, vorgeworfen, während seiner Zeit im Widerstand in Belgien mit der Waffe in der Hand gegen Deutsche gekämpft zu haben. Nach einem zweitägigen Prozess vor dem Mindener Schöffengericht und der Anhörung von 21 Zeugen wurde er allerdings in allen Punkten freigesprochen. 
Nach dem Krieg betrieb Max Ingberg auch die Wiedergründung der jüdischen Gemeinde in Minden und war deren Vorsitzender. Maßgeblich verantwortlich war er auch für den Neubau der Mindener Synagoge an der Kampstraße. Am 25. März 1983 verstarb Max Ingberg im Alter von 78 Jahren plötzlich und unerwartet im Arbeitszimmer seines Geschäfts an der Simeonstraße. Ein Nachruf im Mindener Tageblatt bezeichnete ihn als „Institution in dieser Stadt“ und an seiner Beisetzung auf dem jüdischen Friedhof nahm neben der örtlichen Prominenz auch der damalige Nordrhein-Westfälische Minister Friedhelm Farthmann (SPD) teil.

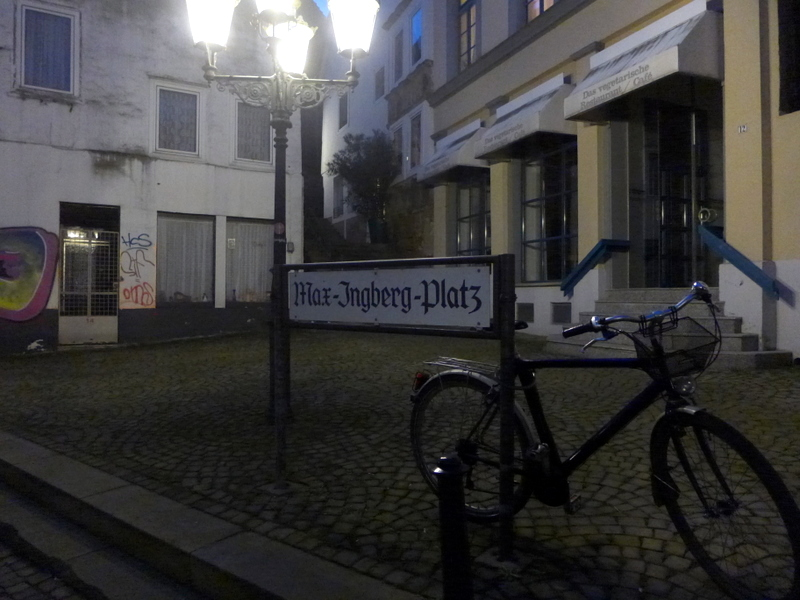
Max-Ingberg-Platz in Minden/Westf. (2015)